# 악샤우히니
악샤우히니(산스크리트어: अक्षौहिणी)는 마하바라타 아디 파르바 2. 15-23에서 전차 21,870대, 전투 코끼리 21,870마리, 기병 65,610명, 보병 109,350명으로 구성된 것으로 묘사되는 전투 대형으로, 악샤우히니 한 부대는 218,700명의 전사들로 구성되었다(전투에 참여하지 않은 전차병은 제외). 비율은 전차 1대 : 코끼리 1대 : 기병 3대 : 보병 5대이다. 이렇게 큰 숫자 집단(65,610 등)의 숫자를 더하면 18이 된다.
마하바라타에 따르면 쿠루크셰트라 전쟁에서 판다바군은 7악샤우히니(1,530,900명)로 구성되었고, 카우라바군은 11악샤우히니(2405,700명)로 구성되었다.
악샤우히니를 구성하는 4종류의 단원은 체스의 전신인 차투랑가에서도 볼 수 있다.

## 구성
파티(중대) : 코끼리 1마리 + 전차  1대 + 기병 3명 + 보병 5명 = 10명
세나무카 = (3 x 파티) : 코끼리 3마리 + 전차 3대 + 기병 9명 + 보병 15명 =30명
굴마 = (3 x 세나무카) : 코끼리 9마리 + 전차 9대 + 기병 27명 + 보병 45명 = 90명
가나 = (3 x 굴마) : 코끼리 27마리 + 전차 27대 + 기병 27명 + 보병 135명 = 270명
와히니 = (3 x 가나) : 코끼리 81마리 + 전차 81대 + 기병 243명 + 보병 405명 = 810명
프리타나/프루타나 = (3 x 와히니) : 코끼리 243마리 + 전차 243대 + 기병 729명 + 보병 1,215명 = 2,430명
차무 = (3 x 프리타나/프루타나) : 코끼리 729마리 + 전차 729대 + 기병 2,187명 + 보병 3,645명 = 7,290명
아니키니 = (3 x 차무) : 코끼리 2,187마리 + 전차 2,187대 + 기병 6,561명 + 보병 10,935명 = 21,870명
악샤우히니 = (10 x 아니키니) : 코끼리 21,870마리 + 전차 21,870대 + 기병 65,610명 + 보병 109,350명 = 218,700명

## 카우라바군
쿠루군은 쿠루 왕국이 삼삽타카족, 트리가르타족, 나라야나군, 신두군, 마드라의 샬리 등의 종족들과 연합하여 결성한 11악샤우히니 연합군이다.
- 프라그죠티샤 국왕 바가닷타 - 1악샤우히니

- 마드라 국왕 샬리야 - 1악샤우히니
- 바흘리카 왕국의 왕자 부리슈라바 - 1악샤우히니

- 나라야나군 사령관 크리타바르마 - 1악샤우히니
- 신두 국왕 자야드라타 - 1악샤우히니

- 캄보자 국왕 수다크쉬나 - 1악샤우히니
- 앙가 국왕 카르나 - 1악샤우히니
- 칼링가군 - 1악샤우히니
- 간다라 국왕 샤쿠니 - 1악샤우히니
- 트리가르타의 수샤르마 - 1악샤우히니
- 쿠루족과 다른 동맹국 - 1악샤우히니

## 판다바군
판다바군은 주로 7악샤우히니, 주로 판찰라군과 마츠야군, 비마의 아들인 가토트카차의 라크샤사군과 브리슈니-야다바 영웅들로 구성된 연합군이다.
- 쿤티 국왕 쿤티보자 - 1악샤우히니
- 판디아, 촐라, 체라의 연합군을 거느린 초기 판디아 국왕 말라야드와자 - 1악샤우히니
- 체디족의 왕 드리슈타케투 - 1악샤우히니
- 마가다 국왕 사하데바 - 1악샤우히니
- 판찰라 국왕 드루파다 - 1악샤우히니
- 마츠야 국왕 비라타 - 1악샤우히니
- 가토트카차 및 기타 동맹 - 1악샤우히니

## 같이 보기
- 차투랑가